# Our Infernal Torture
Our Infernal Torture är Torture Divisions tredje demo, utgiven i november 2008. Liksom all musik av Torture Division släpptes den gratis och finns tillgänglig för nedladdning från deras webbplats. Den bildar tillsammans med With Endless Wrath och We Bring Upon Thee Torture Divisions första demotrilogi. 

## Låtlista
1. Double Barrel Remedy – 2:38
2. Left For Dead – 2:54
3. End This Rotten World – 3:28

## Medverkande
- Lord K. Philipson (gitarr)
- Jörgen Sandström (sång)
- Tobias Gustafsson (trummor)